# Arc égéen

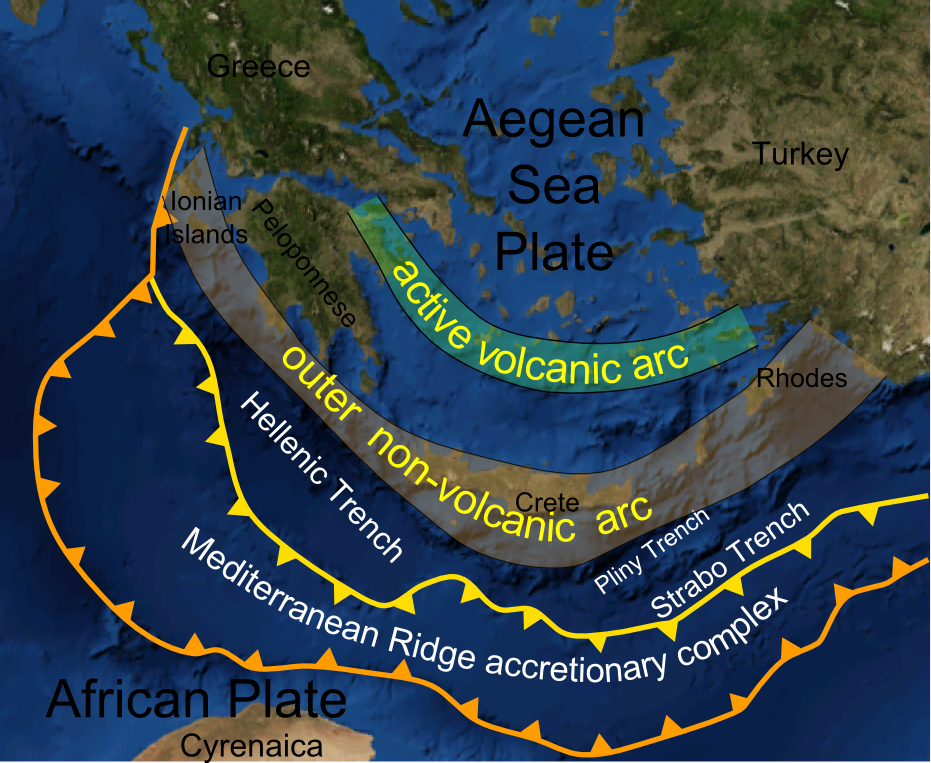
Carte montrant l'arc égéen et ses différentes structures.

L'arc égéen ou arc hellénique est une structure tectonique située dans le Sud de la mer Égée, en Grèce. Il est en réalité composé de plusieurs arcs, dont des fosses océaniques, un arc non volcanique et l'arc volcanique sud-égéen (en), archipel volcanique composé de huit volcans disposés en arc de cercle avec d'ouest en est Égine, Méthana, Milos, Santorin, le plus actif, Kolumbo, Nissiros, Kos et Gyalí.
Cet arc volcanique est un vestige de la subduction d'une partie de la lithosphère océanique de la plaque africaine sous la plaque de la mer Égée.